# Spiazzo
Spiazzo là một đô thị ở tỉnh Trento ở vùng Trentino-Alto Adige/Südtirol của Ý, tọa lạc cách 30 km về phía tây của Trento. Tại thời điểm ngày 31 tháng 12 năm 2004, đô thị này có dân số 1.164 người và diện tích là 70,6 km².
Spiazzo giáp các đô thị: Ponte di Legno, Vermiglio, Giustino, Strembo, Saviore dell'Adamello, Caderzone, Massimeno, Daone, Bocenago, Pelugo và Montagne.